# Parc de Haren
Le parc de Haren (en néerlandais : Harenpark) est un parc public bruxellois situé au nord de Haren, section de la commune de la Ville de Bruxelles,.

## Histoire et description
Jadis, cet espace faisait partie des jardins du domaine Ter Elst. 
Le parc se situe entre la rue du Pré aux Oies et la rue du Beemgracht. La rue Ter Elst est une prolongation du parc qui a été aménagée à l'identique.